# Функціональні харчові продукти
Функціональні продукти для харчування організму людини (ФП) — продукти, які, крім основного завдання — харчування, впливають на психологічний або фізіологічий стан людини; Функціональні продукти, наприклад, можуть знижувати рівень холестерину, зміцнювати імунну систему, відновлювати мікробіологічний баланс травної системи, підтримувати лікування синдрому подразненого кишечника і мають протизапальну функцію. Його також називають пробіотичними або нутрицевтичними продуктами (у США і Великій Британії).

## Загальний опис
До функціональних продуктів харчування відносять продукти які здійснюють певні спеціалізовані функції при їх вживані, при цьому функціональне харчування не відносять до лікарських засобів, але тривале споживання функціональних продуктів харчування приводить(переважно приводить) до відповідних фізіологічних змін в організмі.
Термін може також застосовуватися до ознак, навмисно виведених в існуючи їстівні рослини, такі як пурпурова або золота картопля, збагачена антоціаніном або вмістом каротиноїдів, відповідно. Функціональні продукти харчування можуть бути розроблені так, щоб мати фізіологічні переваги та / або знижувати ризик хронічного захворювання, що перевищує основні харчові функції, і можуть бути подібними за звичайною їжею і споживатися як частина звичайної дієти.
ВООЗ попереджає, що подібні продукти можуть використовувати вводить в оману рекламу, з необґрунтованими твердженнями про позитивний вплив таких продуктів на здоров'я споживачів.
|  | Від додавання вітамінів в солодощі вони не стають корисними для здоров'я |

Цей термін вперше був використаний в Японії в 1980-х роках, коли існує процес урядового затвердження функціональних харчових продуктів під назвою Продукти для конкретного використання здоров'я (FOSHU).
Великий потенціал для розробки нових продуктів харчування функціонального призначення є екструдовані харчові продукти. Технологія виробництва екструзійних харчових продуктів передбачає можливість зміни кінцевого продукту на молекулярному рівні.

## Походження
Батьківщиною поняття фізіологічно функціональних продуктів для харчування організму людини є Японія, яка в 1989 році прийняла закон про поліпшення харчування. Нова система була спрямована на те, щоб допомогти просувати виробництво продуктів для харчування, націлених на рішення серйозних проблем зі здоров'ям. Японський уряд визнає функціональне харчування як альтернативу медикаментозної терапії і визначає його як Food for Specific Health Use (FOSHU).
Закон про поліпшення харчування в Японії включає в себе п'ять категорій «Продуктів для харчування організму людини спеціального дієтичного використання»:
- сухе молоко для вагітних і годуючих жінок;
- сухе молоко за особливим рецептом для немовлят;
- продукти для харчування людям похилого віку, яким важко пережовувати й ковтати;
- одиничні продукти для харчування хворих (тобто продукти з натрієм, калоріями, білком, лактозою, а також протиалергічні) і групи продуктів для дієт з низьким вмістом натрію, для діабетиків, для осіб з хворобами печінки і старечою тучністю;
- продукти для харчування спеціального оздоровчого використання (FOSHU). Продукти, що відносяться до категорії FOSHU, являють собою продукти для харчування, в які додаються корисні й ефективні інгредієнти. При цьому функціональні інгредієнти повинні довести своє медичне і поживне перевага.

## Промисловість
Функціональна харчова промисловість, що складається з секторів харчових продуктів, напоїв і харчових добавок, є однією з кількох галузей харчової промисловості, яка швидко розвивається в останні роки. [5] За оцінками, глобальний ринок функціональної харчової промисловості досягне 176,7 млрд. У 2013 році, при цьому загальний річний темп зростання (CAGR) складе 7,4 %. Зокрема, функціональний харчовий сектор зазнає 6,9 % CAGR, сектор доповнення зросте на 3,8 %, а функціональний сектор напоїв буде найшвидше зростаючим сегментом з 10,8 % CAGR. [5] Цей вид зростання підживлюються не тільки промисловими інноваціями і розробкою нових продуктів, які задовольняють потребу здоров'я свідомих споживачів, а також медичними скаргами, що охоплюють широке коло питань охорони здоров'я. [6] Тим НЕ менше, споживчий скептицизм зберігається в основному тому, що вигоди, пов'язані зі споживанням продуктів може бути важко виявити. [6] Суворе розгляд деяких функціональних продовольчих заяв може перешкодити деяким компаніям запускати свою продукцію. [6]
Найбільш популярнішим функціональними продукти харчування є в Японії де сотні нумелекатур. В Україні ж традиційно функціональне харчування використовується для декількох груп це:
- дитяче харчування
- діабетичне харчування.

Ринок функціональних продуктів харчування має великий потенціал зв'язку з провадженням екструзійних технологій. Наприклад в Україні займається екструзією спецій компанія Цезар.